# 莫斯季謝 (沃洛季米列齊區)
51°19′16″N 26°4′55″E / 51.32111°N 26.08194°E
莫斯季謝（烏克蘭語：Мостище），是烏克蘭西北部的村莊，隸屬里夫內州的瓦拉什區。該村始建於1678年，面積5.72平方公里，海拔高度167米，2001年人口173，人口密度每平方公里30.2人。